# Кожем'якіна Світлана Миколаївна
Кожем'якіна Світлана Миколаївна - Доктор економічних наук. Професор. Професор кафедри управління Факультету економіки та управління Київського університету імені Бориса Грінченка.

## Біографія
Народилася 1 червня 1963 року.

## Освіта
Київський інститут народного господарства ім. Коротченка , 1991 р.

## Перелік місць роботи
2014-2019 рр. – завідувач кафедри теоретичної та прикладної економіки,  Інститут підготовки кадрів державної служби зайнятості України;
2009-2014 рр. – провідний науковий співробітник відділу прогнозування та моделювання економічного розвитку Науково-дослідного економічного інституту Міністерства економічного розвитку і торгівлі України;
2000-2009 рр. – доцент , Європейський університет. 
2014 р. – доцент, Київський університет ринкових відносин
1986-2000 рр. –економіст, старший науковий співробітник, завідувач сектором Науково-дослідного економічного інституту Міністерства економіки України

## Професійний і науковий інтерес
Державне регулювання та прогнозування соціально-економічних процесів в Україні
В 1999 р. закінчила спеціалізований курс «Макроекономічна політика та аналіз», організований  Віденським Об’єднаним інститутом  МВФ та отримала відповідний сертифікат.
В 2000 р. захистила кандидатську дисертацію за спеціальністю 08.00.03  «Економіка і управління національним господарством». Місце захисту: економічний науково-дослідний інститут Міністерства економіки України.
В 2005 р. рішенням Атестаційної комісії присвоєне вчене звання  доцента кафедри фінансів.
В 2014р. захистила докторську дисертацію на тему: «Макроекономічна сутність продуктивності праці та  регулювання процесів її зростання» за спеціальністю 08.00.03 - економіка та управління національним господарством. Місце захисту: Київський національний університет технологій та дизайну.
В 2019 р. рішенням Атестаційної комісії присвоєне вчене звання професора кафедри теоретичної і прикладної економіки.
Протягом 2016-2019 рр. проводила діяльність головою спеціалізованої вченої ради К26.891.01 по захисту кандидатських дисертацій на здобуття наукового ступеня кандидата наук за спеціальностями 08.00.03 та 08.00.07, членом спеціалізованої вченої ради К26.891.01 по захисту дисертації на здобуття наукового ступеня кандидата економічних наук за спеціальностями 08.00.03 та 08.00.07, членом спеціалізованої вченої ради Д 26.062.02 по захисту дисертації на здобуття наукового ступеня доктора економічних наук за спеціальностями 08.00.03 та 08.00.04, заступником  голови спецради.
В 2019 р.  пройшла навчання в університеті Менделя в Чехії та отримала відповідний сертифікат про підвищення кваліфікації.
Член редколегії фаховому виданні з економіки «Економіка і держава».
Має 86 публікацій, з них 73 наукових та 13 навчально-методичного характеру, у тому числі 44 наукових праць, опублікованих у вітчизняних і міжнародних рецензованих фахових виданнях, у т.ч. 2 у наукометричних базах  Scopus.

### Теми дисертацій (захищених)
- Методичні основи прогнозування кінцевих споживчих витрат в Україні

- Макроекономічна сутність продуктивності праці та  регулювання процесів її зростання

## Науково-дослідна та міжнародна діяльність

### Індекс цитування Google Академії
Цитування - 98, h-індекс - 5, i10-індекс - 2.

### Індекс цитування в Research Gate
Факультет інформаційних технологій та управління: Research Interest Score - 1.5
Факультет економіки та управління: Research Interest Score - 2.8, h-індекс (без самоцитування) - 1.